# Saving Mabel's Dad
Saving Mabel's Dad é um filme de comédia dos Estados Unidos de 1913, estrelado por Fred Mace, Mabel Normand e Ford Sterling. O filme mudo foi dirigido por Mack Sennett.